# Кордонер, Виктор
Виктор Луи Эмильен Кордонер (23 марта 1858, Сюржи, Франция — 17 ноября 1936, Париж) — французский военный деятель, генерал во время Первой мировой войны, который был назван «одним из лучших генералов Франции».
После окончания в военной академии Сен-Сир в 1879 году он получил звание младшего лейтенанта пехоты. Окончил Школу-де Герр восемь лет спустя. Служил в Алжире и Альпах. В 1905 году он был выбран в качестве инструктора в Эколь де Герр. па это время он пишет работу Les Japonais де Mandchourie («Японцы в Маньчжурии»), которая вскоре стала известна как важная критическая работы по Русско-японской войны и была переведена на несколько языков. В 1910 году он был произведен в полковники и получил командование пехотным полком.
В 1913 году он получил в командование новую 87-ю бригаду и стал бригадным генералом. Его бригада отличилась в сражении при Манженне 10 августа 1914 года и битве в Арденнах. Он руководил 3-й дивизией в битве на Марне и наступлением в Сент-Менеу и Аргоне, получив ранение 15 сентября 1914 года. В июле 1916 года получил в командование французские войска в Салониках. После окончания войны вышел в отставку.